# Куманевка
Ку́маневка (укр. Куманівка) — село на Украине, находится в Казатинском районе Винницкой области.
Код КОАТУУ — 0521483603. Население по переписи 2001 года составляет 413 человек. Почтовый индекс — 22135. Телефонный код — 4342.
Занимает площадь 12,563 км².
В селе действует храм Архистратига Божьего Михаила Казатинского благочиния Винницкой епархии Украинской православной церкви.

## Адрес местного совета
22135, Винницкая область, Казатинский р-н, с. Куманевка ул.Ленина, 30